# 12755 Balmer
12755 Balmer è un asteroide della fascia principale. Scoperto nel 1993, presenta un'orbita caratterizzata da un semiasse maggiore pari a 2,7242841 UA e da un'eccentricità di 0,0220729, inclinata di 4,03155° rispetto all'eclittica.